# قرار مجلس الأمن التابع للأمم المتحدة رقم 1043
قرار مجلس الأمن التابع للأمم المتحدة 1043 ، الذي اتخذ بالإجماع في 31 يناير 1996 ، بعد أن أشار إلى قرارات سابقة بشأن كرواتيا، بما في ذلك القرار 1037 (1996) الذي أنشأ سلطة الأمم المتحدة الانتقالية لسلافونيا الشرقية وبارانيا وسيرميوم الغربية، سمح المجلس بنشر 100 مراقب عسكري لفترة أولية مدتها ستة أشهر.

## وصلات خارجية
- Text of the Resolution at undocs.org